# Central Romana Corporation
Die Central Romana Corporation (CR) ist ein Agrar- und Tourismusunternehmen mit Sitz in La Romana in der Dominikanischen Republik.

## Landwirtschaft und Eisenbahntransport

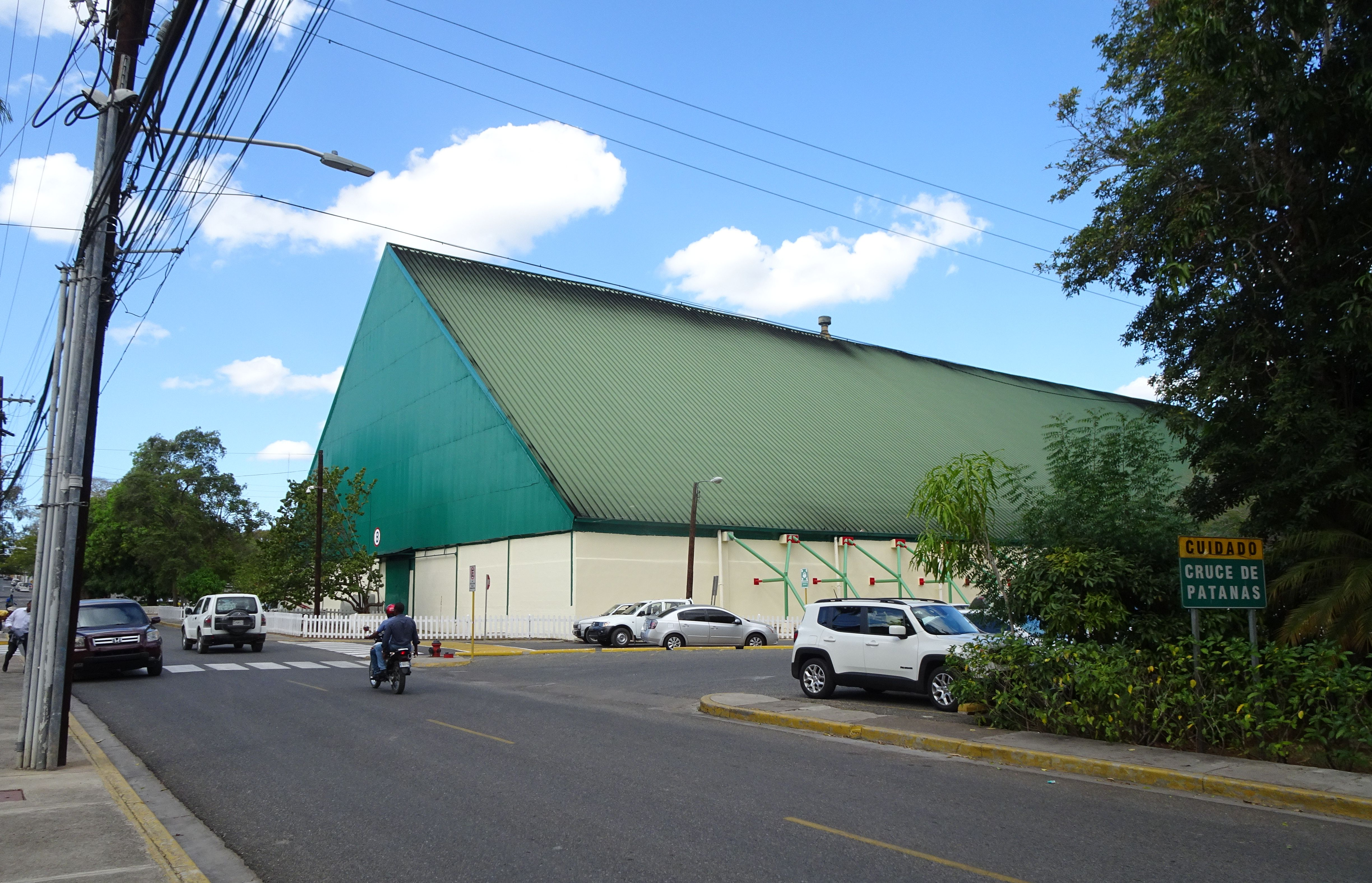
Zuckerlager 8

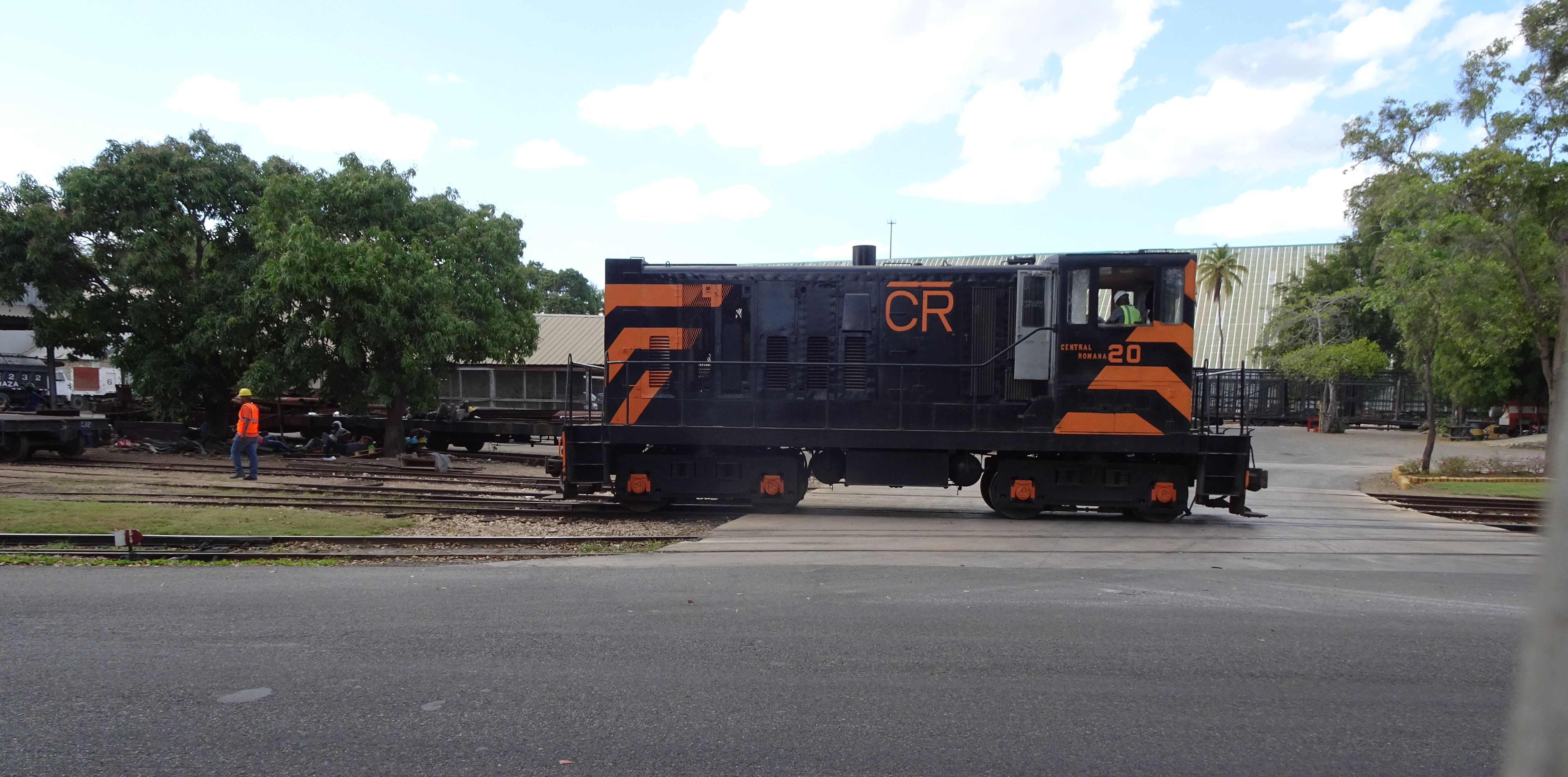
Lok beim Rangieren

Die Grundlage der Agrar-Sparte ist der Anbau und die Verarbeitung von Zuckerrohr. Für den Transport von den Feldern zu der Zuckermühle in La Romana betreibt das Unternehmen ein 354 Kilometer langes Schienennetz in Normalspur, auf dem 17 eigene Diesellokomotiven (meist vom Typ GE 70-ton switcher, Baujahr vor 1959) und 900 Güterwagen unterwegs sind.
Die Zuckerfabrikation des Unternehmens produziert jährlich 400.000 Tonnen Rohrzucker, das sind 70 % der gesamten Produktion des Landes. Aus den Resten der Zuckerverarbeitung wird auch die Chemikalie Furfural produziert, wobei die Anlage in La Romana die weltweit größte Fabrik dafür ist.

## Tourismus und Grundbesitz
Die Siedlung Casa de Campo (gehobene Hotels, Villen, Yachthafen und Golfplätze) und die Touristenattraktion Altos de Chavón sind im Besitz des Unternehmens (in der Regel über Tochterfirmen), auch der Flughafen La Romana und der Hafen Central Romana.